# Manly Palmer Hall
Manly Palmer Hall (Peterborough, Ontario, 18 de março de 1901 — 29 de agosto de 1990, Los Angeles, California) foi um místico e autor canadense, responsável por mais de cem obras publicadas. 
Seu livro mais conhecido é Os Ensinamentos Secretos de Todos os Tempos (The Secret Teachings of All Ages), publicado em 1928.

## Biografia
Hall nasceu em Peterborough, no Canadá. Sua mãe, Louise Antist Hall, trabalhava como quiroprata e fazia parte da Rosacruz; e seu pai, William S. Hall, era dentista.
Seu interesse pelo esoterismo surgiu por volta de seus 18 anos, quando foi viver com a mãe em Santa Monica, Califórnia. Pouco depois, iniciou sua trajetória religiosa como ministro em uma congregação independente em Los Angeles, onde passou a ministrar palestras sobre temas espirituais.
Nos primeiros anos da década de 1920, Hall conheceu Caroline Lloyd e sua filha Estelle, oriundas de uma família abastada, que se tornaram apoiadoras de seu trabalho. Com o patrocínio financeiro das duas, realizou viagens de estudo por diversos países da Europa e Ásia, nas quais aprofundou, de maneira autodidata, suas pesquisas sobre religiões comparadas e tradições esotéricas. Nesse período, publicou suas primeiras obras sobre ocultismo e simbolismo, sendo a mais notável The Secret Teachings of All Ages, que o consagrou no ramo metafísico dos Estados Unidos.

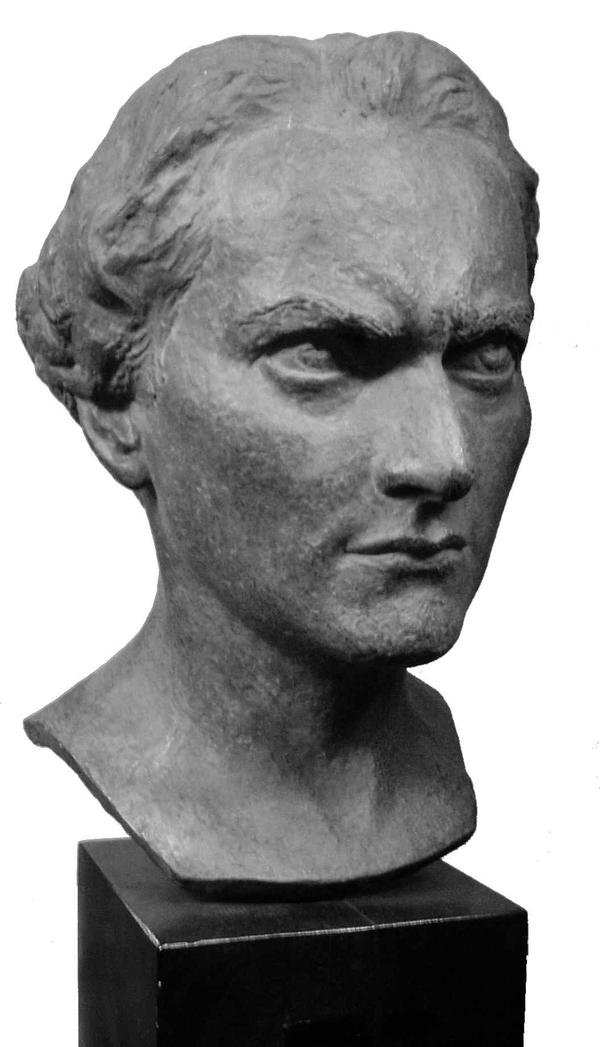
Uma escultura de Manly P. Hall no interior da Philosophical Research Society, em Los Angeles.

Em 1934, fundou na cidade de Los Angeles, a Philosophical Research Society, com a proposta de promover o estudo das tradições filosóficas e espirituais da humanidade. A organização, de caráter não lucrativo, passou a oferecer conferências, publicações e cursos voltados à reflexão sobre temas místicos, metafísicos e religiosos.
No ano de 1954, tornou-se maçom, completando os graus do Rito Escocês no ano seguinte. Em 1973, alcançou o 33º grau, considerado uma das mais elevadas honrarias da maçonaria.

### Morte
Hall faleceu em 29 de agosto de 1990, aos 89 anos, em sua residência em Los Angeles. De acordo com os registros oficiais, a morte ocorreu durante o sono e foi atribuída a causas naturais.
Após sua morte, sua esposa Marie Bauer Hall, levantou suspeitas quanto às circunstâncias do falecimento, alegando a possibilidade de homicídio. De acordo com suas declarações, Hall teria assinado documentos transferindo o controle de seus bens ao contador Mogens Brandt, e afirmou ter sido convencida a deixar a residência no período em que a morte ocorreu. Além de Brandt, Marie mencionou a presença de Daniel Fritz e de seu filho David, no entorno do caso. Não houve contudo, abertura de investigação oficial, e a causa do óbito permaneceu registrada como natural.
A fim de garantir a continuidade da Philosophical Research Society após seu falecimento, livros raros da biblioteca particular de Hall, especialmente obras sobre alquimia, hermetismo e simbolismo esotérico, foram vendidos para cobrir as despesas. Parte dessa coleção foi adquirida em 1995 pelo Getty Research Institute e disponibilizada ao público e à pesquisa acadêmica.

## Obras selecionadas
- (1922) The Initiates of the Flame. O primeiro livro publicado por Hall
- (1923) The Lost Keys of Freemasonry
- (1925) The Noble Eightfold Path. Ensinamentos do Grande Buda, em 7 partes. (Sociedade de Pesquisa Filosófica, Los Angeles)
- (1928) The Secret Teachings of All Ages
- (1929) Lectures on Ancient Philosophy — An Introduction to the Study and Application of Rational Procedure
- (1933) Introdução a Max Heindel - Blavatsky and The Secret Doctrine, 1933
- (1942) How to Understand Your Bible
- (1943) Lady of Dreams: A fable in the manner of the Chinese (Los Angeles)
- (1944) The Secret Destiny of America
- (1944) The Guru by His Disciple – The Way of the East
- (1951) America's Assignment with Destiny
- (1980) The Blessed Angels: A Monograph
- (1984) Lectures in Ancient Philosophy: An Introduction to Practical Ideals
- (1988) Meditation Symbols in Eastern & Western Mysticism-Mysteries of the Mandala